# Ogassa
Ogassa település Spanyolországban, Girona tartományban. Ogassa Camprodon, Sant Joan de les Abadesses, Ripoll, Campdevànol, Ribes de Freser, Pardines és Vilallonga de Ter községekkel határos. Lakosainak száma 218 fő (2024).

## Népesség
A település népessége az elmúlt években az alábbi módon változott:
| Lakosok száma | 236  | 1410 | 714  | 729  | 285  | 260  | 264  | 245  | 234  | 218  |
|               | 1717 | 1887 | 1936 | 1960 | 1986 | 2004 | 2009 | 2014 | 2019 | 2024 |